# Mess around
«Mess Around» es una canción escrita por Ahmet Ertegün, cofundador y entonces vicepresidente de  Atlantic Records, bajo el seudónimo de A. Nugetre, o "Nuggy".Grabada el 17 de mayo de 1953 e interpretada por  Ray Charles y su orquesta, fue lanzado por Atlantic Records en junio de 1953 convirtiéndose en uno de sus primeros éxitos.
La letra insta a bailar ("everybody do the Mess Around"), junto con otras frases clave y sobresale por su insistente coro "doin' the mess round!", que sugieren que no importa quién seas, todos pueden unirse y disfrutar del momento.
"Mess Around" se convirtió en un gran éxito de R&B cuando fue lanzado como sencillo a mediados de 1953. Al año siguiente con el tema "I Got a Woman", un éxito número 1 en las listas de R&B, el pianista y cantante fue reconocido como una estrella a nivel nacional.En 1957 fue incluida en el álbum recopilatorio Ray Charles.

## Otras Versiones
- El tema fue versionado por The Animals en su álbum de 1965 The Animals on Tour.[6]
- En 1972 Dr. John la incluyó en su colección de clásicos de New Orleans Dr. John's Gumbo.[7]
- Fue versionada por la banda británica de new wave Squeeze y apareció en su álbum de 1980 Argybargy deluxe edition como una versión en vivo.[8]

## En la cultura popular
- La canción fue interpretada en la película de 1987, Planes, Trains, and Automobiles, cuando John Candy, intenta bailar la canción mientras conduce un automóvil por la noche en la autopista.[9]
- En 2015 "Mess Around" fue incluida en la película de comedia Ted 2.[10]
- También apareció en la película biográfica de 2004 Ray, dirigida por Taylor Hackford sobre la vida de Ray Charles.
- La canción fue tocada al piano en la serie Lucifer, temporada 1, episodio 9, por Lucifer Morningstar y el Padre Frank.